# Emily Deschanel
Emily Erin Deschanel, född 11 oktober 1976 i Los Angeles, Kalifornien, är en amerikansk skådespelare. Hon är äldre syster till Zooey Deschanel. Hennes föräldrar är skådespelaren Mary Jo Deschanel och regissören Caleb Deschanel.
Deschanel studerade teater vid Boston University's College of Fine Arts. Hennes främsta insats torde vara som rättsantropologen dr Temperance Brennan i TV-serien Bones. 
Deschanel är vegan och medlem i organisationen PETA som kämpar för att stoppa djurplågeri som pågår inom underhållningsbranschen (exempelvis cirkus), pälsuppfödning, djurförsök och intensivuppfödning. Deschanel är medlem i The advisory board of the Adrienne Shelly Foundation som stödjer kvinnliga skådespelare, författare och liknande.
Deschanel är gift med skådespelaren David Hornsby (född 1975), känd från It's Always Sunny in Philadelphia. Paret har två barn.

## Filmografi (i urval)
- 2002 – Rose Red (TV-serie) – Pam Asbury
- 2005–2017 – Bones (TV-serie) – Temperance "Bones" Brennan
- 2005 – Boogeyman – Kate Houghton
- 2006 – Glory Road – Mary Haskins
- 2009 – Allt för min syster – Dr. Farquad
- 2011 – The Perfect Family – Shannon Cleary
- 2022 – Continue – Janet